# Good God
"Good God" er en single af nu metal-bandet Korn fra deres andet album Life Is Peachy. Der er også inkluderet en livevideo af sangen på den øget version af Life Is Peachy indspillet ved Astoria Theater i London, England
Efter mange år blev sangen ikke spillet live, men i 2007 tilføjede Korn den atter til deres spilleliste. 

## Remix
Sangen blev remixet af de to tyske bands Rammstein og Oomph!.